# Temporary Pleasure

Temporary Pleasure est le second album du groupe anglais de musique électronique Simian Mobile Disco. Il est sorti le 15 août 2009.

## Liste des titres
| No  | Titre                            | Durée |
| --- | -------------------------------- | ----- |
| 1.  | Cream Dream (Gruff Rhys)         |       |
| 2.  | Audacity Of Huge (Chris Keating) |       |
| 3.  | 10000 Horses Can't Be Wrong      |       |
| 4.  | Cruel Intentions (Beth Ditto)    |       |
| 5.  | Off The Map (Jamie Lidell)       |       |
| 6.  | Synthesise                       |       |
| 7.  | Bad Blood (Alexis Taylor)        |       |
| 8.  | Turn Up The Dial (Young Fathers) |       |
| 9.  | Ambulance                        |       |
| 10. | Pinball (Telepathe)              |       |